# Joël Piroe
Joël Piroe, né le 2 août 1999 à Wijchen aux Pays-Bas, est un footballeur néerlandais, qui évolue au poste d'avant-centre à Leeds United.

## Biographie

### Débuts professionnels
Né à Wijchen aux Pays-Bas, Joël Piroe est notamment formé par le PSV Eindhoven, où il signe son premier contrat professionnel en novembre 2016.
Le 21 décembre 2018, il se met en évidence en étant l'auteur d'un quadruplé avec la réserve du PSV, lors de la réception d'Almere City, permettant à son équipe de l'emporter sur le large score de cinq buts à deux. Il inscrit un total de onze buts en championnat (Eerste Divisie) cette saison là.
Le 22 août 2019, Joël Piroe est prêté pour une saison au Sparta Rotterdam.

### Swansea City
Lors de l'été 2021, Joël Piroe rejoint Swansea City, qui évolue alors en Championship,. 
Il joue son premier match pour Swansea le 10 août 2021, lors d'une rencontre de coupe de la Ligue anglaise face au Reading FC. Titulaire, il se fait remarquer en inscrivant son premier but, et son équipe s'impose par trois buts à zéro. Sa première saison au Royaume-Uni est une réussite, il inscrit en tout 24 buts toutes compétitions confondues avec Swansea, étant l'atout offensif majeur de l'équipe, ce qui lui vaut l'intérêt de plusieurs clubs de Premier League.

### Leeds United
Le 24 août 2023, Piroe signe un contrat de quatre ans à Leeds United, club anglais tout juste relégué en Championship, pour un transfert estimé à plus de 10 millions de livres sterling. 
Deux jours après sa signature, Daniel Farke (en) le titularise d'entrée lors du déplacement à Ipswich Town et le Néerlandais inscrit son premier but au cours d'un succès 3-4. Le 17 septembre 2023, Piroe réalise son premier doublé pour le club, lors d'un déplacement face au Millwall FC. Titularisé, il contribue avec ses deux buts à la victoire de son équipe par trois buts à zéro,.
Le 26 décembre 2024, Piroe est l'auteur de son deuxième doublé pour Leeds, lors d'une rencontre de championnat face à Stoke City. Avec ses deux buts il permet à son équipe de l'emporter ce jour-là (0-2 score final).

### En équipe nationale
Joël Piroe est sélectionné avec l'équipe des Pays-Bas des moins de 19 ans pour participer au championnat d'Europe des moins de 19 ans en 2017. Lors de ce tournoi organisé en Géorgie, il joue deux rencontres. Il se fait remarquer dès le premier match en réalisant un triplé face à l'Allemagne (victoire 1-4 des Pays-Bas). Son équipe se hisse jusqu'en demi-finale, battue par le Portugal (1-0 score final). 
Piroe représente ensuite les moins de 20 ans entre 2018 et 2019. Il joue un total de quatre matchs et inscrit un but avec cette sélection.

## Palmarès

### En club
- Leeds United
  - Champion de Championship en 2025

### Distinctions personnelles
- Meilleur buteur de Championship en 2025